# Внедрени в час
„Внедрени в час“ (на английски: 21 Jump Street) е американска екшън комедия от 2012 г. на режисьорите Фил Лорд и Кристофър Милър. Базиран е на сериала „Внедрени в час“ (1987 – 1991) и в него се раказва за двама полицаи, които отиват под прикритие в гимназия, където се разпространява нов синтетичен наркотик, за да хванат разпространителя. Главните роли се изпълняват от Джона Хил и Чанинг Тейтъм.
На 13 юни 2013 г. излиза продължението „Внедрени в час 2“.